# Licor de café

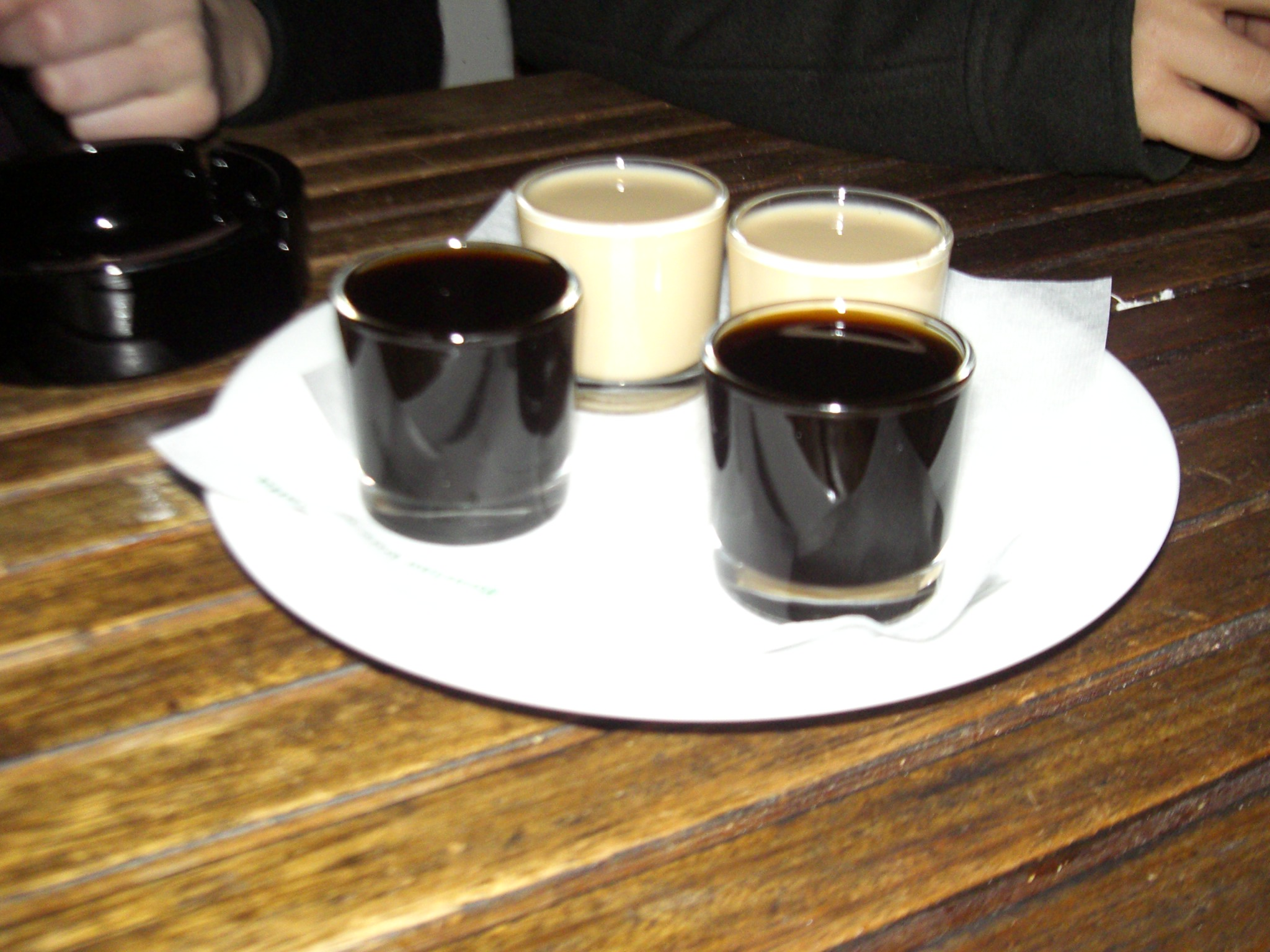
Chupitos de licor de café (delante) y crema de orujo blanco (detrás).

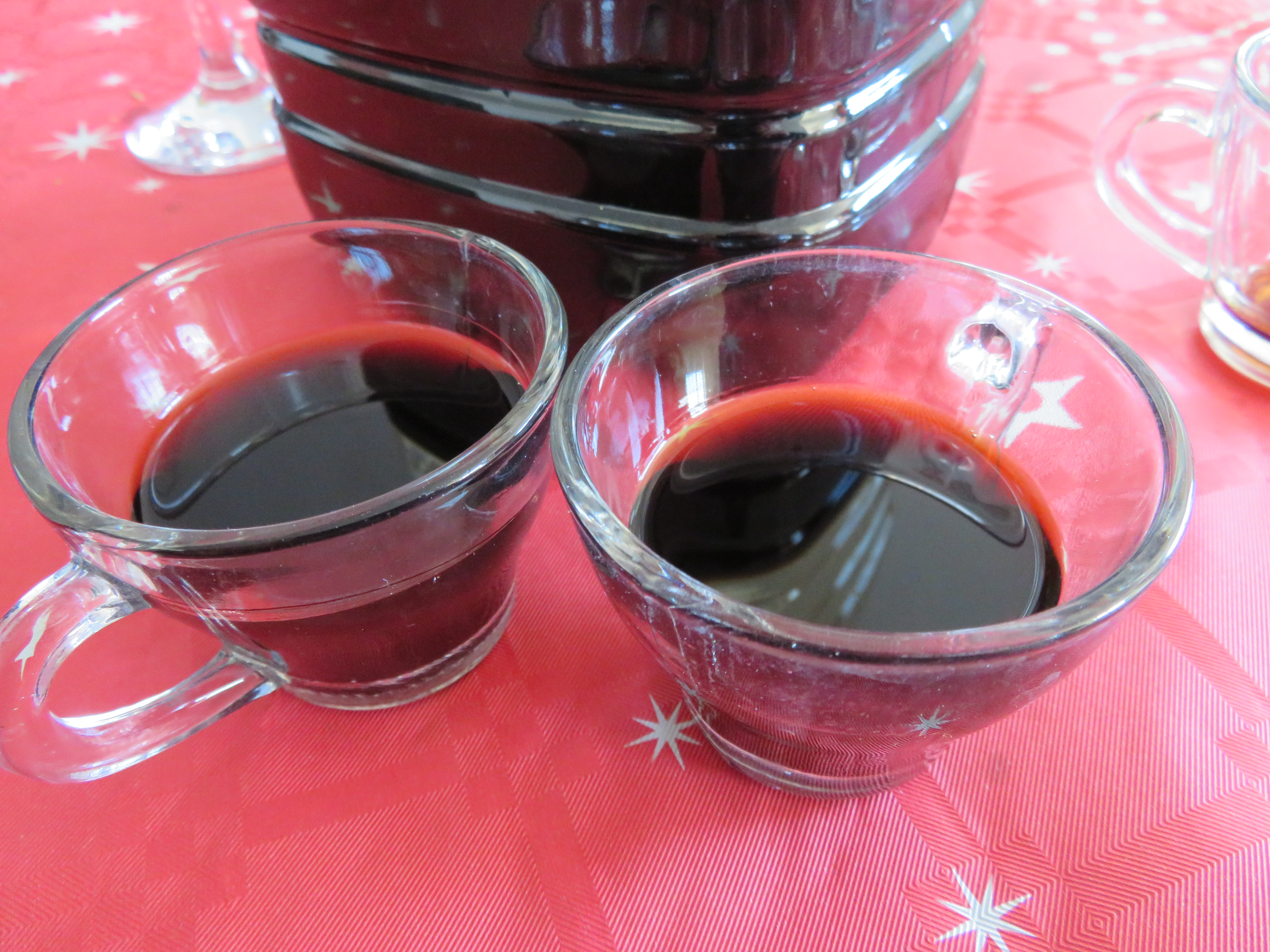
Licor de café (Xert).

El licor de café o licor café es un licor a base de café, azúcar y brandy u orujo, que puede ser consumido solo o como ingrediente de postres o cócteles. Apareció en Jamaica en el siglo XVII. Es muy popular en Galicia, pudiéndose considerar licor tradicional, al que comúnmente se le llama simplemente licor café. Los habitantes de la ciudad de Orense presumen de su autoría, siendo la bebida graduada más popular de la zona. Está amparada por la denominación de origen local protegida Orujo de Galicia. 
Puede tomarse con hielo, o caliente con una nube de crème fraîche. Existen numerosas variedades, aromatizadas con muchos otros ingredientes, como la vainilla.

## Cócteles que utilizan el licor de café
- Ami corse (con Get 27 y Chartreuse)
- Black jack (con whisky y triple sec)
- Black Russian (con vodka)
- Baby Guinness (con crema de whisky)
- Dizzy dame (con brandy o coñac, leche y kirsch)
- Michael Jackson (con Crema de Orujo)
- White Russian (con vodka y leche)
- Siciliano (con brandy o coñac, limoncello y café)